# Gare de Herrlisheim-près-Colmar
Gare de Herrlisheim-près-Colmar – przystanek kolejowy w Herrlisheim-près-Colmar, w departamencie Górny Ren, w regionie Grand Est, we Francji. Jest zarządzany przez SNCF (budynek dworca) i RFF (infrastruktura).
Został otwarty w 1841 przez Compagnie du chemin de fer de Strasbourg à Bâle. Obsługiwany jest przez pociągi TER Alsace.

## Położenie
Znajduje się na linii Strasburg – Bazylea, na km 78,765, między stacjami Colmar i Rouffach, na wysokości 198 m n.p.m.

## Linie kolejowe
- Strasburg – Bazylea